# José Jaime González
José Jaime González Pico (Sogamoso, 28 de julio de 1968), conocido como José Jaime Chepe González, es un exciclista colombiano, profesional entre los años 1991 y 2001.
Actualmente se desempeña como Director Técnico del Equipo de Ciclismo de las Fuerzas Armadas de Colombia.

## Palmarés
1991
- 2 etapas del Clásico RCN

1992
- 1 etapa de la Vuelta a Colombia

1994
- Vuelta a Colombia, más 3 etapas

1995
- Vuelta a Colombia, más 2 etapas
- 1 etapa del Clásico RCN

1996
- 1 etapa del Tour de Francia
- 1 etapa del Clásico RCN

1997
- 1 etapa del Giro de Italia
- Clasificación de la montaña del Giro de Italia

1999
- 1 etapa del Giro de Italia
- Clasificación de la montaña del Giro de Italia

## Resultados en lasgrandes vueltas
| Carrera         | 1995 | 1996 | 1997 | 1998 | 1999 | 2000 | 2001 |
| Giro de Italia  | 52°  | -    | 15°  | 12°  | 23°  | 31°  | Ab.  |
| Tour de Francia | -    | 96°  | Ab.  | -    | -    | -    | -    |
| Vuelta a España | -    | -    | -    | Ab.  | -    | -    | -    |